# Урош Дрезгић
Урош Дрезгић (Шабац, 4. октобра 2002) српски је фудбалер који тренутно игра за Рубин Казањ.

## Статистика

### Клупска
Ажурирано 17. октобра 2023.
|             |          |                      |    |   |   |   |   |   |   |   |    |   |  |  |
| Чукарички   | 2019/20. | Суперлига Србије     | 2  | 0 | — | — | — | — | — | — | 2  | 0 |  |  |
| Чукарички   | 2020/21. | Суперлига Србије     | 6  | 0 | 0 | 0 | — | — | — | — | 6  | 0 |  |  |
| Чукарички   | 2021/22. | Суперлига Србије     | 17 | 0 | 0 | 0 | 3 | 0 | — | — | 20 | 0 |  |  |
| Чукарички   | 2022/23. | Суперлига Србије     | 27 | 2 | 2 | 0 | 3 | 0 | — | — | 32 | 2 |  |  |
| Чукарички   | 2023/24. | Суперлига Србије     | 6  | 1 | — | — | 2 | 0 | — | — | 8  | 2 |  |  |
| Чукарички   | Укупно   | Укупно               | 58 | 3 | 2 | 0 | 8 | 0 | — | — | 68 | 3 |  |  |
|             |          |                      |    |   |   |   |   |   |   |   |    |   |  |  |
| Рубин Казањ | 2023/24. | Премијер лига Русије | 0  | 0 | 2 | 0 | — | — | — | — | 2  | 0 |  |  |
|             |          |                      |    |   |   |   |   |   |   |   |    |   |  |  |
| Каријера    | Каријера | Каријера             | 58 | 3 | 4 | 0 | 8 | 0 | — | — | 70 | 3 |  |  |
|             |          |                      |    |   |   |   |   |   |   |   |    |   |  |  |

### Утакмице у дресу репрезентације
| Репрезентација Србије у узрасту до 16 година старости | Репрезентација Србије у узрасту до 16 година старости | Репрезентација Србије у узрасту до 16 година старости | Репрезентација Србије у узрасту до 16 година старости | Репрезентација Србије у узрасту до 16 година старости | Репрезентација Србије у узрасту до 16 година старости | Репрезентација Србије у узрасту до 16 година старости | Репрезентација Србије у узрасту до 16 година старости | Репрезентација Србије у узрасту до 16 година старости | Репрезентација Србије у узрасту до 16 година старости |
| #                                                     | Датум                                                 | Такмичење                                             | Локација                                              | Домаћин                                               | Резултат                                              | Гост                                                  | Гол                                                   | Реф.                                                  |                                                       |
| ----------------------------------------------------- | ----------------------------------------------------- | ----------------------------------------------------- | ----------------------------------------------------- | ----------------------------------------------------- | ----------------------------------------------------- | ----------------------------------------------------- | ----------------------------------------------------- | ----------------------------------------------------- | ----------------------------------------------------- |
| 1.                                                    | 21. новембар 2017.                                    | Пријатељска утакмица                                  | Кућа фудбала, Стара Пазова                            | Србија                                                | 3 : 0                                                 | Словачка                                              |                                                       | [ 14 ]                                                |                                                       |
| 2.                                                    | 24. фебруар 2018.                                     | Пријатељска утакмица                                  | Спортски центар ФСЦГ, Подгорица                       | Црна Гора                                             | 0 : 1                                                 | Србија                                                |                                                       | [ 15 ]                                                |                                                       |
| 3.                                                    | 8. март 2018.                                         | Развојни турнир УЕФА                                  | Кућа фудбала, Стара Пазова                            | Србија                                                | 1 : 0                                                 | Норвешка                                              |                                                       | [ 16 ]                                                |                                                       |
| 4.                                                    | 10. март 2018.                                        | Развојни турнир УЕФА                                  | Кућа фудбала, Стара Пазова                            | Србија                                                | 0 : 0                                                 | Чешка                                                 |                                                       | [ 17 ]                                                |                                                       |
| 5.                                                    | 12. март 2018.                                        | Развојни турнир УЕФА                                  | Кућа фудбала, Стара Пазова                            | Србија                                                | 2 : 1                                                 | Словенија                                             |                                                       | [ 18 ]                                                |                                                       |
| 6.                                                    | 9. мај 2018.                                          | Развојни турнир УЕФА                                  | Кућа фудбала, Стара Пазова                            | Србија                                                | 1 : 1                                                 | Таџикистан                                            |                                                       | [ 19 ]                                                |                                                       |
| 7.                                                    | 11. мај 2018.                                         | Развојни турнир УЕФА                                  | Кућа фудбала, Стара Пазова                            | Србија                                                | 0 : 0                                                 | Индија                                                |                                                       | [ 20 ]                                                |                                                       |
| 8.                                                    | 13. мај 2018.                                         | Развојни турнир УЕФА                                  | Кућа фудбала, Стара Пазова                            | Србија                                                | 2 : 2                                                 | Јордан                                                |                                                       | [ 21 ]                                                |                                                       |
| 9.                                                    | 22. мај 2018.                                         | Меморијални турнир „Миљан Миљанић”                    | Стадион ФК Раднички, Нови Београд                     | Србија                                                | 0 : 0                                                 | Бугарска                                              |                                                       | [ 22 ]                                                |                                                       |
| 10.                                                   | 24. мај 2018.                                         | Меморијални турнир „Миљан Миљанић”                    | Стадион ФК Синђелић, Београд                          | Србија                                                | 1 : 1                                                 | Украјина                                              |                                                       | [ 23 ]                                                |                                                       |
| 10                                                    | Укупан број утакмица и постигнутих погодака           | Укупан број утакмица и постигнутих погодака           | Укупан број утакмица и постигнутих погодака           | Укупан број утакмица и постигнутих погодака           | Укупан број утакмица и постигнутих погодака           | Укупан број утакмица и постигнутих погодака           | 0                                                     |                                                       |                                                       |

| Репрезентација Србије у узрасту до 17 година старости | Репрезентација Србије у узрасту до 17 година старости | Репрезентација Србије у узрасту до 17 година старости | Репрезентација Србије у узрасту до 17 година старости | Репрезентација Србије у узрасту до 17 година старости | Репрезентација Србије у узрасту до 17 година старости | Репрезентација Србије у узрасту до 17 година старости | Репрезентација Србије у узрасту до 17 година старости | Репрезентација Србије у узрасту до 17 година старости | Репрезентација Србије у узрасту до 17 година старости |
| #                                                     | Датум                                                 | Такмичење                                             | Локација                                              | Домаћин                                               | Резултат                                              | Гост                                                  | Гол                                                   | Реф.                                                  |                                                       |
| ----------------------------------------------------- | ----------------------------------------------------- | ----------------------------------------------------- | ----------------------------------------------------- | ----------------------------------------------------- | ----------------------------------------------------- | ----------------------------------------------------- | ----------------------------------------------------- | ----------------------------------------------------- | ----------------------------------------------------- |
| 1.                                                    | 11. септембар 2018.                                   | Пријатељска утакмица                                  | Стадион ФК Будућност Бановићи, Бановићи               | Босна и Херцеговина                                   | 2 : 1                                                 | Србија                                                |                                                       | [ 24 ]                                                |                                                       |
| 2.                                                    | 13. септембар 2018.                                   | Пријатељска утакмица                                  | Градски стадион, Сребреник                            | Босна и Херцеговина                                   | 0 : 1                                                 | Србија                                                |                                                       | [ 25 ]                                                |                                                       |
| 3.                                                    | 30. септембар 2018.                                   | Квалификације за Европско првенство                   | Будафок, Будимпешта                                   | Србија                                                | 2 : 1                                                 | Литванија                                             |                                                       | [ 26 ]                                                |                                                       |
| 4.                                                    | 3. октобар 2018.                                      | Квалификације за Европско првенство                   | Стадион Шалвар Варош                                  | Србија                                                | 2 : 2                                                 | Румунија                                              |                                                       | [ 27 ]                                                |                                                       |
| 5.                                                    | 6. октобар 2018.                                      | Квалификације за Европско првенство                   | Стадион Глобал Парк, Телки                            | Мађарска                                              | 1 : 0                                                 | Србија                                                |                                                       | [ 28 ]                                                |                                                       |
| 6.                                                    | 27. новембар 2018.                                    | Пријатељска утакмица                                  | Крајова, Румунија                                     | Румунија                                              | 0 : 1                                                 | Србија                                                |                                                       | [ 29 ]                                                |                                                       |
| 7.                                                    | 29. новембар 2018.                                    | Пријатељска утакмица                                  | Крајова, Румунија                                     | Румунија                                              | 1 : 2                                                 | Србија                                                |                                                       | [ 30 ]                                                |                                                       |
| 8.                                                    | 12. фебруар 2019.                                     | Пријатељска утакмица                                  | Тaмaји дел Бруђерa                                    | Италија                                               | 3 : 0                                                 | Србија                                                |                                                       | [ 31 ]                                                |                                                       |
| 9.                                                    | 14. фебруар 2019.                                     | Пријатељска утакмица                                  | Стaдиoн у Пoденoнеу                                   | Италија                                               | 2 : 0                                                 | Србија                                                |                                                       | [ 32 ]                                                |                                                       |
| 10.                                                   | 5. март 2019.                                         | Пријатељска утакмица                                  | Кућа фудбала, Стара Пазова                            | Србија                                                | 3 : 0                                                 | Босна и Херцеговина                                   |                                                       | [ 33 ]                                                |                                                       |
| 11.                                                   | 7. март 2019.                                         | Пријатељска утакмица                                  | Кућа фудбала, Стара Пазова                            | Србија                                                | 2 : 2                                                 | Босна и Херцеговина                                   |                                                       | [ 34 ]                                                |                                                       |
| 12.                                                   | 26. март 2019.                                        | Квалификације за европско првенство                   | Кућа фудбала, Стара Пазова                            | Словачка                                              | 1 : 3                                                 | Србија                                                |                                                       | [ 35 ]                                                |                                                       |
| 13.                                                   | 1. април 2019.                                        | Квалификације за европско првенство                   | Кућа фудбала, Стара Пазова                            | Србија                                                | 1 : 2                                                 | Шведска                                               |                                                       | [ 36 ]                                                |                                                       |
| 13                                                    | Укупан број утакмица и постигнутих погодака           | Укупан број утакмица и постигнутих погодака           | Укупан број утакмица и постигнутих погодака           | Укупан број утакмица и постигнутих погодака           | Укупан број утакмица и постигнутих погодака           | Укупан број утакмица и постигнутих погодака           | Укупан број утакмица и постигнутих погодака           |                                                       |                                                       |

| Репрезентација Србије у узрасту до 18 година старости | Репрезентација Србије у узрасту до 18 година старости | Репрезентација Србије у узрасту до 18 година старости | Репрезентација Србије у узрасту до 18 година старости | Репрезентација Србије у узрасту до 18 година старости | Репрезентација Србије у узрасту до 18 година старости | Репрезентација Србије у узрасту до 18 година старости | Репрезентација Србије у узрасту до 18 година старости | Репрезентација Србије у узрасту до 18 година старости | Репрезентација Србије у узрасту до 18 година старости |
| #                                                     | Датум                                                 | Такмичење                                             | Локација                                              | Домаћин                                               | Резултат                                              | Гост                                                  | Гол                                                   | Реф.                                                  |                                                       |
| ----------------------------------------------------- | ----------------------------------------------------- | ----------------------------------------------------- | ----------------------------------------------------- | ----------------------------------------------------- | ----------------------------------------------------- | ----------------------------------------------------- | ----------------------------------------------------- | ----------------------------------------------------- | ----------------------------------------------------- |
| 1.                                                    | 7. септембар 2019.                                    | Пријатељска утакмица                                  | Стадион Франческа Ђани                                | Италија                                               | 2 : 0                                                 | Србија                                                |                                                       | [ 37 ]                                                |                                                       |
| 2.                                                    | 9. септембар 2019.                                    | Пријатељска утакмица                                  | Стадион Три фонтане, Рим                              | Италија                                               | 0 : 0                                                 | Србија                                                |                                                       | [ 38 ]                                                |                                                       |
| 3.                                                    | 26. новембар 2019.                                    | Пријатељска утакмица                                  | СЦ ФС Северне Македоније                              | Северна Македонија                                    | 0 : 1                                                 | Србија                                                |                                                       | [ 39 ]                                                |                                                       |
| 4.                                                    | 28. новембар 2019.                                    | Пријатељска утакмица                                  | СЦ ФС Северне Македоније                              | Северна Македонија                                    | 1 : 5                                                 | Србија                                                |                                                       | [ 40 ]                                                |                                                       |
| 5.                                                    | 8. децембар 2019.                                     | "Зимски турнир" у Израелу                             | Стадион у Шефајиму                                    | Израел                                                | 0 : 2                                                 | Србија                                                |                                                       | [ 41 ]                                                |                                                       |
| 6.                                                    | 10. децембар 2019.                                    | "Зимски турнир" у Израелу                             | Стадион у Шефајиму                                    | Србија                                                | 2 : 1                                                 | Немачка                                               | Гол                                                   | [ 42 ]                                                |                                                       |
| 6                                                     | Укупан број утакмица и постигнутих погодака           | Укупан број утакмица и постигнутих погодака           | Укупан број утакмица и постигнутих погодака           | Укупан број утакмица и постигнутих погодака           | Укупан број утакмица и постигнутих погодака           | Укупан број утакмица и постигнутих погодака           | 1                                                     | [ 43 ]                                                |                                                       |

| Репрезентација Србије у узрасту до 19 година старости | Репрезентација Србије у узрасту до 19 година старости | Репрезентација Србије у узрасту до 19 година старости | Репрезентација Србије у узрасту до 19 година старости | Репрезентација Србије у узрасту до 19 година старости | Репрезентација Србије у узрасту до 19 година старости | Репрезентација Србије у узрасту до 19 година старости | Репрезентација Србије у узрасту до 19 година старости | Репрезентација Србије у узрасту до 19 година старости | Репрезентација Србије у узрасту до 19 година старости |
| #                                                     | Датум                                                 | Такмичење                                             | Локација                                              | Домаћин                                               | Резултат                                              | Гост                                                  | Гол                                                   | Реф.                                                  |                                                       |
| ----------------------------------------------------- | ----------------------------------------------------- | ----------------------------------------------------- | ----------------------------------------------------- | ----------------------------------------------------- | ----------------------------------------------------- | ----------------------------------------------------- | ----------------------------------------------------- | ----------------------------------------------------- | ----------------------------------------------------- |
| 1.                                                    | 23. фебруар 2021.                                     | Пријатељска утакмица                                  | Кућа фудбала, Стара Пазова                            | Србија                                                | 1 : 0                                                 | Босна и Херцеговина                                   |                                                       | [ 44 ]                                                |                                                       |
| 2.                                                    | 25. фебруар 2021.                                     | Пријатељска утакмица                                  | Кућа фудбала, Стара Пазова                            | Србија                                                | 2 : 1                                                 | Босна и Херцеговина                                   |                                                       | [ 45 ]                                                |                                                       |
| 3.                                                    | 21. март 2021.                                        | Пријатељска утакмица                                  | Стадион у Араду                                       | Румунија                                              | 0 : 0                                                 | Србија                                                |                                                       | [ 46 ]                                                |                                                       |
| 3                                                     | Укупан број утакмица и постигнутих погодака           | Укупан број утакмица и постигнутих погодака           | Укупан број утакмица и постигнутих погодака           | Укупан број утакмица и постигнутих погодака           | Укупан број утакмица и постигнутих погодака           | Укупан број утакмица и постигнутих погодака           | 0                                                     |                                                       |                                                       |

| Репрезентација Србије у узрасту до 21 године старости | Репрезентација Србије у узрасту до 21 године старости | Репрезентација Србије у узрасту до 21 године старости | Репрезентација Србије у узрасту до 21 године старости | Репрезентација Србије у узрасту до 21 године старости | Репрезентација Србије у узрасту до 21 године старости | Репрезентација Србије у узрасту до 21 године старости | Репрезентација Србије у узрасту до 21 године старости | Репрезентација Србије у узрасту до 21 године старости | Репрезентација Србије у узрасту до 21 године старости |
| #                                                     | Датум                                                 | Такмичење                                             | Локација                                              | Домаћин                                               | Резултат                                              | Гост                                                  | Гол                                                   | Реф.                                                  |                                                       |
| ----------------------------------------------------- | ----------------------------------------------------- | ----------------------------------------------------- | ----------------------------------------------------- | ----------------------------------------------------- | ----------------------------------------------------- | ----------------------------------------------------- | ----------------------------------------------------- | ----------------------------------------------------- | ----------------------------------------------------- |
| 1.                                                    | 6. јун 2021.                                          | Пријатељска утакмица                                  | Кућа фудбала, Стара Пазова                            | Србија                                                | 0 : 0                                                 | Русија                                                |                                                       | [ 47 ]                                                |                                                       |
| 2.                                                    | 29. март 2022.                                        | Квалификације за Европско првенство                   | ТСЦ академија, Бачка Топола                           | Србија                                                | 2 : 0                                                 | Јерменија                                             |                                                       | [ 48 ]                                                |                                                       |
| 3.                                                    | 2. јун 2022.                                          | Квалификације за Европско првенство                   | Алпски стадион, Гренобл                               | Француска                                             | 2 : 0                                                 | Србија                                                |                                                       | [ 49 ]                                                |                                                       |
| 4.                                                    | 7. јун 2022.                                          | Квалификације за Европско првенство                   | Стадион у Клаксвику                                   | Фарска Острва                                         | 1 : 1                                                 | Србија                                                |                                                       | [ 50 ]                                                |                                                       |
| 5.                                                    | 24. март 2023.                                        | Пријатељска утакмица                                  | ТСЦ академија, Бачка Топола                           | Србија                                                | 0 : 2                                                 | Италија                                               |                                                       | [ 51 ]                                                |                                                       |
| 6.                                                    | 28. март 2023.                                        | Пријатељска утакмица                                  | Спортски центар, Марбеља                              | Сједињене Америчке Државе                             | 0 : 0                                                 | Србија                                                |                                                       | [ 52 ]                                                |                                                       |
| 7.                                                    | 16. октобар 2023.                                     | Квалификације за Европско првенство                   | Мурнвју парк, Лурган                                  | Северна Ирска                                         | 1 : 2                                                 | Србија                                                |                                                       | [ 53 ]                                                |                                                       |
| 7                                                     | Укупан број утакмица и постигнутих погодака           | Укупан број утакмица и постигнутих погодака           | Укупан број утакмица и постигнутих погодака           | Укупан број утакмица и постигнутих погодака           | Укупан број утакмица и постигнутих погодака           | Укупан број утакмица и постигнутих погодака           | 0                                                     |                                                       |                                                       |